# كارل لودفيج فون فيكويلمونت
كارل لودفيغ غراف فون فيكلمونت (23 مارس 1777 – 7 أبريل 1857) كان أرستقراطيًا نمساويًا من أصل فرنسي، وواحدًا من كبار رجال الدولة في الإمبراطورية النمساوية، ومارشال ميداني في جيشها، جمع بين الصرامة العسكرية والبراعة الدبلوماسية، وتقلّد مناصب سامية في ذروة القرن التاسع عشر.

## النشأة
وُلد باسم غابرييل-شارل-لويس بونافنتور في قصر أسرته بمدينة ديوز في لورين شرق فرنسا. ينتمي إلى بيتٍ نبيل تعود جذوره إلى القرن الرابع عشر. عُرف في شبابه في بلاط لويس السادس عشر، غير أنّ رياح الثورة الفرنسية ما لبثت أن عصفت بأسرته، فأُعدم أقرباؤه، وصودرت ممتلكاتهم، فاختار المنفى، والتحق بجيوش الأمراء المهاجرين المناهضة للثورة.

## الخدمة في الجيش النمساوي
التحق بجيش الهابسبورغ عام 1793، وشارك في حروب الثورة الفرنسية ثم الحروب النابليونية. ترقّى بسرعة، فأصبح عقيدًا عام 1809، ثم جنرالًا عام 1814، وتسلّم استسلام ليون إثر سقوط نابليون.
قاد حملات عسكرية في إسبانيا، أثارت إعجاب نابليون نفسه، الذي حاول استمالته دون جدوى. ظلّ فيكلمونت وفيًّا للنمسا، وتابع صعوده حتى أصبح مارشال ميداني عام 1843، ومسؤولًا عن الجيش في وزارة الدولة.

## المسيرة الدبلوماسية
أرسله مترنيخ مبعوثًا خاصًا إلى السويد عام 1815 لتأمين تحالفها مع النمسا بعد أن أصبح بيرنادوت – الجنرال الفرنسي السابق – وليًّا للعهد فيها.
ثم أُوفد إلى توسكانا ولوكّا، ولاحقًا إلى نابولي بعد ثورة 1820. أدار الشؤون النابوليتانية بعد التدخّل العسكري النمساوي، وكسب ثقة الملك والنخب، حتى وُصف بأنه الحاكم الفعلي للمدينة.
عام 1829 عُيِّن سفيرًا فوق العادة إلى روسيا، حيث رسّخ العلاقات بين البلاطين. كانت زوجته دوروثيا فون تيسنهاوزن ذات نفوذ واسع، وحفيدة الجنرال كوتوزوف، وكان قصر السفارة النمساوية في بطرسبرغ ملتقى أدباء روسيا الكبار كـبوشكين وڤيازيمسكي.

## في قلب الدولة النمساوية
استُدعي إلى فيينا عام 1839 ليشغل منصب نائب وزير الخارجية، ثم عُيِّن رسميًّا وزيرًا للدولة سنة 1840. كان فيكلمونت الساعد الأيمن لمترنيخ، والمُرتَّب الثاني في هيكل السلطة، وله تأثير حاسم في السياسة والعسكر. كان صالونه الأدبي في فيينا أشهر منتدى ثقافي آنذاك.

في 1847 أُرسل إلى ميلانو لتولّي شؤون لومبارديا–فينيسيا، لكن مع اندلاع ثورات 1848، عاد إلى فيينا، وترأّس مجلس الحرب.

## رئاسة الوزراء
عُيِّن وزيرًا للخارجية والدفاع بعد سقوط مترنيخ، ثم رئيسًا لوزراء النمسا في 4 أبريل 1848. غير أنّ الجماهير ثارت ضده لصلته بالنظام القديم والقيصر الروسي، فأُجبر على الاستقالة بعد شهر واحد.
في أثناء ذلك، تعرّضت زوجته دوروثيا للاعتقال في البندقية مرتين، واضطرت إلى الفرار مع ابنتها على ظهر سفينة بريطانية، بينما قُتل قريبه ثيودور فون لاتور خلال انتفاضة فيينا في أكتوبر 1848.

## أواخر حياته وأعماله
اعتزل فيكلمونت السياسة بعد الثورات، وتفرّغ للتأليف. نشر كتبًا ومقالات سياسية أثارت اهتمام النخب الأوروبية'، منها:
- ألمانيا، النمسا، وبروسيا (1851)
- لورد بالمرستون، إنجلترا والقارة (1852)
- الوجه الديني للقضية الشرقية (1854)
- السياسة الروسية والدانوب (1854)
- السلام المرتقب: مسألة ضمير (1856)
- تأملات أخلاقيّة وسياسيّة (1859، بعد وفاته)

نال وسام الصوف الذهبي من فرانز يوزف الأول سنة 1852.
قضى سنواته الأخيرة في قصره بفيينا، ثم في قصر فيكلمونت–كلاري في البندقية، وتوفّي هناك سنة 1857 عن عمر ناهز 81 عامًا.

## الأسرة
تزوّج عام 1821 من دوروثيا فون تيسنهاوزن، حفيدة كوتوزوف، وكانت أيقونة في المجتمع الراقي، واشتهرت بجمالها وذكائها، ودوّنت رسائل ويوميّات نُشرت لاحقًا بالروسية والإيطالية.
ابنتهما الوحيدة إليزابيث ألكسندرينا (1825–1878) أصبحت أميرة كلاري–ألدريغن بزواجها من الأمير إدموند كلاري–ألدريغن. حفيده مانفريد أصبح رئيس وزراء النمسا السفلى.

## الأوسمة
- وسام الصوف الذهبي
- الوسام الأكبر للقديس ينايريوس

## مؤلفات مختارة
- توضيحات حول الفترة من 20 مارس إلى 4 مايو 1848
- الوجه الديني للقضية الشرقية (1854)
- ألمانيا، النمسا، وبروسيا (1851)
- لورد بالمرستون، إنجلترا والقارة (1852)
- السلام المرتقب: مسألة ضمير (1856)
- تأملات أخلاقيّة وسياسيّة (1859)